# Войтєх Дик
Войтєх Дик (23 липня 1985, Прага) ― чеський співак, автор пісень і актор. Виконує пісні чеською та англійською мовами.

## Музична кар'єра
Розпочав свою кар'єру в юному віці з хору хлопців "Pueri gaudente", якому присвятив майже десять років з 1992.
У 1997  відбулася вистава "Меса"  Леонарда Бернстайна разом з Брненською філармонією, хором Брненської філармонії, солістами, та джазом-бендом в якій взяв участь Войтєх Дик. Ця сольна партія стала одним з перших його співочих успіхів. Його талант помітила режисер Радка Тесаркова, яка підготувала п’єсу Юрковича «Про святу Дороту» і дала йому головну роль хлопчика з хору. Завдяки цій ролі він потрапив до дитячого театрального ансамблю Ty-já-tr, а з 1999 почав набувати свій перший досвід у лавах аматорського театру "Радар" .  Майже чотири роки роботи в цьому театральному колективі згодом сильно вплинули на нього у виборі подальшої освіти. Хоча він спочатку хотів вивчати  норвезьку та  французьку  на факультеті мистецтв  Карлового університету в Празі, але зупинив свій вибір на театральному факультеті.
2008 рік був також знаменним для його особистого зростання у галузі кіно. Зокрема, серіали  Аеропорт  та  Дуже тендітні стосунки  викликали до нього інтерес із боку ЗМІ, який потім він посилив, прийшовши до майже невідомої тоді музичної групи Nightwork .
Він також зіграв у кількох чеських казках, наприклад, у фільмі "Три життя" "режисера  Іржі Страха. Войтєх також знявся у кримінальній трилогії цього ж режисера  Хитрість диявола  в 2009, в якій він виконав роль музиканта Даніеля Ферінчака.
У 2009 він почав співпрацювати з  Міхалом Хорачком у проекті Kudykam . Цей проект  був представлений на сцені  Празької державної опери з музикою  Петра Хапки. Лібрето написане за мотивами однойменної книги - віршованої п’єси про людську душу та пошук життєвого шляху, що супроводжується роздумами головного героя - мандрівника на ім’я Кудикам.
Після несподіваного успіху з групою Nightwork його ім’я набуває слави. З самого початку його співоча кар'єра була дещо дискредитована жанром, на якому  гурт побудував свій образ. Тим не менш, навіть як фронтмен групи і як один з небагатьох музикантів, що не мав сольної кар'єри, він зумів зарекомендувати себе в музичних опитуваннях та як сольний співак і виграв кілька незалежних нагород.
Однак він не забув і про кіно. 2010 знімається в телевізійному фільмі " Ритм на підборах ", знятому Андреа Седлачковою за мотивами книги  Йозефа Шкворецького під назвою  Malá pražská Matahár , зіграв персонажа молодого саксофоніста. Він також став відомий публіці завдяки фільму Жінки в спокусі, в якому він зобразив молодого авантюриста. Разом зі своєю групою Nightwork він заспівав пісню Сонце в душі в цій комедії, яка потім з'явилася в їх другому випущеному альбомі. У 2013 році він зіграв Войту у фільмі Відродження. Його навантаження йшло паралельно зі зростаючою популярністю, тому в серпні 2015 він покинув музичну формацію T.O.P. Dream Company, учасником якої він був кілька років, щоб повністю присвятити себе гурту Nightwork. Тим не менш, у тому ж році він розпочав концертне турне з оркестром Брно B-Side Band під час туру під назвою Tribute to Masters, на якому він виступав як гість.
У січні 2012 він залишив співпрацю з  Національним театром з особистих причин і значно зменшив свою участь в інших проектах.
У березні 2018 була опублікована аудіокнига під заголовком  Медовий місяць Джилі , з якою він виступав разом зі своєю дружиною Тетяною Диковою.

## Нагороди
- 2010 Нагороди TýTý, 2 місце у категорії співак
- 2011 Óčka Music Awards, співак року
- 2012 Нагорода  Anděl, 1-е місце в категорії співак року за альбом  Live at La Fabrika  (B-Side Band)